# 백제사신로
백제사신로(Baekjesasin-ro)는 충청남도 서산시 지곡면 지곡교차로에 서산시 음암면 탑곡교차로를 잇는 도로이다.

## 주요경유지
충청남도
- 서산시 (지곡면 - 성연면 - 음암면)

## 노선
| 이름                   | 접속 노선                         | 소재지 | 소재지 | 비고 |
| ---------------------- | --------------------------------- | ------ | ------ | ---- |
| 지곡 교차로 (지곡IC교) | 국도 제29호선 (충의로)            | 서산시 | 지곡면 |      |
| 무장 교차로            | 무장길                            | 서산시 | 지곡면 |      |
| 지곡1육교              | 무장산업로 해성산업로             | 서산시 | 지곡면 |      |
| 무장교                 |                                   | 서산시 | 지곡면 |      |
| 성연 교차로            | 지방도 제634호선 (성연로)         | 서산시 | 성연면 |      |
| 명천2 교차로           | 명천1길                           | 서산시 | 성연면 |      |
| 명천1 교차로           | 명천산업로                        | 서산시 | 성연면 |      |
| 명천 교차로            | 지방도 제649호선 (회천로) 서령로  | 서산시 | 성연면 |      |
| 문양사거리             | 석동로                            | 서산시 | 음암면 |      |
| 도당 교차로 (도당1교)  | 도당로                            | 서산시 | 음암면 |      |
| 장지교 도당교          |                                   | 서산시 | 음암면 |      |
| 중곡 교차로            | 탑곡솟대길                        | 서산시 | 음암면 |      |
| 탑곡 교차로            | 국도 제32호선 (서해로) 탑곡마재길 | 서산시 | 음암면 |      |

## 주요 건물및 시설
- SK에너지 만석2에너지 (백제사신로 839/문양리 670-6)
- HD현대오일뱅크 만석에너지주유소 (백제사신로 990/문양리 157-9)
- S-OIL 오메가에너지 (백제사신로 1180/도당리 28-12)